# Bourdons-sur-Rognon
Bourdons-sur-Rognon is een gemeente in het Franse departement Haute-Marne (regio Grand Est) en telt 294 inwoners (1999). De plaats maakt deel uit van het arrondissement Chaumont.

## Geografie
De oppervlakte van Bourdons-sur-Rognon bedraagt 38,3 km², de bevolkingsdichtheid is 7,7 inwoners per km².
De onderstaande kaart toont de ligging van Bourdons-sur-Rognon met de belangrijkste infrastructuur en aangrenzende gemeenten.

## Demografie
Onderstaande figuur toont het verloop van het inwonertal (bron: INSEE-tellingen).